# Tegelzetter

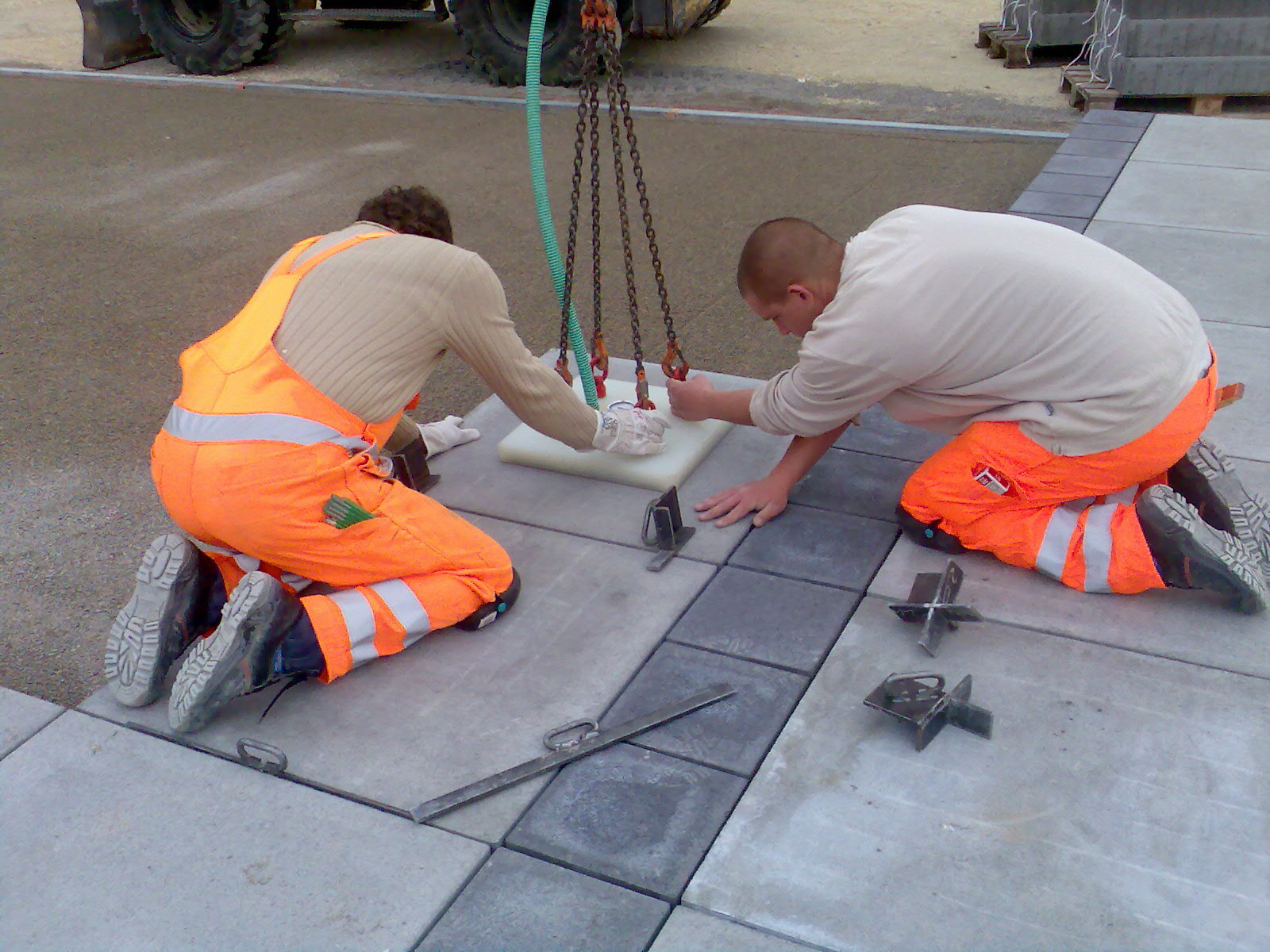
Betegeling met grote vloertegels

Een tegelzetter is een vakman die wandtegels zet en vloertegels legt. Dit kan worden gedaan door tegels in de mortel te drukken of te lijmen met speciale tegellijm. Het beroep tegelzetter is nauw verwant aan het vak van de metselaar en daar in feite ook uit voortgekomen.

## Werkzaamheden
Een tegelzetter plaatst tegels op een verticaal oppervlak als badkamermuur of keukenwand of op een horizontaal oppervlak als een vloer. Het vlak plaatsen van tegels wordt gedaan met een aantal gereedschappen, hulpmiddelen en systemen. Evenals timmerman en metselaar gebruikt de tegelzetter ook een schietlood, waterpas, draad en een winkelhaak.

## Specifieke gereedschappen
Een tegelzetter staat een aantal gereedschappen ten dienste.
- Een lijmkam wordt gebruikt om lijm gelijkmatig over een muur of vloer te verdelen. Een lijmkam bestaat meestal uit een rechthoekig of trapeziumvormig stukje kunststof of plaatstaal, dat aan de langste kant een soort vertanding heeft en aan de andere kant een greep. Ook zijn er pleisterspanen die aan een lange en een korte kant zijn voorzien van een vertanding en zo ook als lijmkam gebruikt kunnen worden. Er zijn kammen voor verschillende soorten lijm, de grootte en vorm van de vertanding dient hiervoor aangepast te zijn. Voor cementlijm wordt een grove kam gebruikt, soms met halfronde openingen van 15mm of meer tussen de tanden. Voor flexibele lijmen is meestal een fijnere kam nodig, bijvoorbeeld 4 tot 8mm. Ook het formaat van de tegel beïnvloedt de keuze. Voor zwaar belast tegelwerk moet de kam even breed zijn als de tegel, dus er bestaan kammen van 90 centimeter breed.
- De moniertang lijkt veel op een nijptang, maar heeft kleinere bekken. De tang wordt gebruikt om stukjes van een tegel af te breken, wanneer die met een tegelsnijder al is ingekrast
- Een tegelsnijtang wordt gebruikt om in de glazuur van de tegels een kras te geven, zodat op die plaats bijvoorbeeld met een moniertang stukjes kunnen worden afgebroken.
- Een papegaaibektang is een tang die wel wat op een nijptang lijkt. Maar de knip- en knijpopening zijn niet precies in het midden, maar aan de zijkant. Met deze korte snijvlakken kunnen korte stukjes tegel worden geknipt.
- Een voegzetter of voegrubber is een rechthoekig stukje rubber dat in een handgreep is gevat. Een voegzetter wordt gebruikt om voegen die al zijn ingewassen gelijkmatig over de hele voeg te verdelen.
- Een houten spaan is een rechthoekig plankje met aan een kant in het midden een handgreep. Een houten spaan wordt gebruikt om muren of vloeren glad te strijken.
- De werking van de tegelbeugel lijkt op die van het kruishout van de timmerman. Er wordt een been tegen de zijkant van de tegel gehouden, terwijl het andere been met een scherp wieltje een rechte kras in de tegel maakt, evenwijdig aan de zijde van de tegel. De vorm van een tegelbeugel lijkt wel wat op een passer, want hij heeft twee "benen" die ingesteld kunnen worden. Dit gebeurt door het instellen van een stelschroef die aan beide benen is bevestigd.

## Gebruikte systemen
Het is belangrijk om te zorgen dat tegels op één niveau genivelleerd worden geplaatst. Hierbij zijn er twee systemen in gebruik.
Met het spiesysteem worden clips en spieën tussen de tegelranden geplaatst. De tegelzetter plaatst de tegels op het juiste niveau door deze aan te drukken. De clip wordt geplaatst en daarop de tegen. Hierna wordt een spie door de clip geplaatst en deze wordt aangedruk met een tang.
Met het draaisysteem wordt de clip geplaatst en na plaatsing van de tegel zelf wordt er een cap op de clip gezet. De cap wordt aangedraaid en na droogtijd wordt de cap verwijderd in de richting van de voeg.
Om te zorgen dat de afstand tussen de tegels gelijk is gebruikt een tegelzetter ook kleine houten of kunststof kruisjes die tijdelijk tussen de hoekpunten worden aangebracht.